# Tomasz Pstrągowski
Tomasz Pstrągowski (ur. 1984) – polski dziennikarz, scenarzysta i twórca gier wideo, współtwórca i redaktor naczelny internetowego magazynu komiksowego Komikz, były wydawca serwisów książki.wp.pl (w latach 2014–2017) i komiksomania.pl (w latach 2009–2014), współtwórca podcastów o grach wideo Nieczyste zagrywki i Niezatapialni.pl. Publikował m.in. w gram.pl, Dwutygodnik.com, „Wysokich Obcasach”, „Zeszytach komiksowych”, „Krytyce Politycznej”, Popmoderna.pl, „Polonistyce”, Zagrano.pl, „Tekstach Drugich”, "Przekroju" i Polygamia.pl. Był stałym felietonistą zina „Biceps” i serwisu Zagrano.pl. W tym drugim prowadził comiesięczne rubryki Comic Relief i Fish&Chips. W 2009 roku zasiadał w jury konkursu komiksowego organizowanego przez Międzynarodowy Festiwal Komiksu i Gier w Łodzi.
W październiku 2019 roku obronił pracę doktorską pod tytułem: Prawdziwe życie w komiksowych kadrach. O komiksach dokumentu osobistego (promotor: prof. Jerzy Szyłak, recenzenci: prof. Izolda Kiec, prof. Paweł Sitkiewicz). Najważniejsze publikacje naukowe: esej Kino nowej przygody i gry wideo opublikowany w antologii Kino Nowej Przygody pod redakcją Jerzego Szyłaka; artykuł Polski komiks autobiograficzny w czasopiśmie „Autobiografia. Literatura. Kultura. Media”; artykuł Polski komiks autobiograficzny w kontekście rozwoju gatunku na świecie w czasopiśmie „Teksty Drugie”; artykuł Comic und die Volksrepublik Polen – zwischen Ressentiment und nostalgie (Komiks a PRL – między resentymentem a nostalgią) w tomie Handbuch polnische Comickulturen nach 1989.
Jest autorem opowiadań Pamiętnik mojej matki i Później był krzyk i dym, oraz powieści graficznej Jak schudnąć 30 kg? Prawdziwa historia miłosna (z rysunkami Macieja Pałki), który został nominowany do nagrody dla najlepszego komiksu polskiego wydanego między wrześniem 2016 a sierpniem 2017, oraz do nagrody dla najlepszego scenarzysty przyznawanej przez Polskie Stowarzyszenie Komiksowe. Komiks Not the One na podstawie jego scenariusza, z rysunkami Katarzyny Niemczyk, ukazał się w 3 numerze czasopisma Zin „Warchlaki”, a następnie w „Magazynie Pismo”. Napisaną przez niego nowelkę komiksową Pudło pełne papierów zilustrował Mateusz Skutnik, komiks został opublikowany w tomie Rewolucje. Apokryfy, 11 tomie serii Rewolucje. Z kolei w 9 numerze zina „Biceps” ukazał się niezatytułowany komiks Pstrągowskiego, zilustrowany przez Iwonę Rotkiewicz, natomiast w antologii Sliced Quarterly. Special 4 opublikowany został komiks Nine Days na podstawie jego scenariusza, zilustrowany przez Barbarę Okrasę. W piątym numerze zina „Warchlaki” - poświęconemu komiksom pornograficznym - ukazał się niezatytułowany komiks autorstwa Pstrągowskiego i Błażeja Kurowskiego. Wraz z rysowniczką Heleną Smołką wziął także udział w proekologicznej antologii Ostatnie drzewo - opublikowany w tym tomie komiks Planeta B jest adaptacją wiersza Dylana Thomasa Nie wchodź łagodnie do tej dobrej nocy.
Jest jednym z założycieli i członkiem zarządu spółki tworzącej gry wideo Serious Sim. Był autorem scenariusza gry wideo Radio Commander, której akcja rozgrywa się w trakcie wojny w Wietnamie i głównym scenarzystą gry drogi Heading Out. Pracował także przy grach Re-Legion i Ghostrunner 2.
Pochodzi z Olsztyna, obecnie mieszka w Gdańsku.